# Бехтер, Гавриил Иванович
Гавриил Иванович Бехтер (5 октября 1900, Бутова Долина — 20 января 1948) — советский военнослужащий, участник Великой Отечественной войны, полный кавалер ордена Славы, старший телефонист 1660-го легкого артиллерийского Житомирского Краснознаменного полка, старший сержант — на момент представления к награждению орденом Славы 1-й степени.

## Биография
Родился 5 октября 1900 года в селе Бутова Долина (ныне Великобагачанского района Полтавской области Украины). Украинец. Окончил 7 классов, работал в селе, затем на стройке. В 1938 году переехал в Казахстан. Работал начальником снабжения на нефтепромысле в Сагизе.
В июле 1941 года Макатским райвоенкоматом был призван в Красную армию. На фронте в Великую Отечественную войну с января 1943 года. В одном из первых боёв был тяжело ранен, почти полгода провёл на госпитальной койке. После излечения врачебной комиссией был признан «годным вне строя». Убедил врачей, добился изменения записи и был направлен в строевую часть.
С мая 1943 года и до Победы воевал в составе 1660-го истребительно-противотанкового артиллерийского полка, стал командиром орудия в 6-й батарее. В составе полка воевал на Воронежском, Белорусском и 1-м Украинском фронтах. В 1943 году вступил в ВКП(б).
К середине января 1944 года войска 1-го Украинского фронта завершили Житомирско-Бердичевскую наступательную операцию. Завязались ожесточенные бои с вражескими частями, пытавшимися восстановить положение. Им удалось на некоторых участках потеснить советские войска, но на остальных они встретили упорное сопротивление. В этих боях особо отличился расчёт старшего сержанта Бехтера.
В ночь на 18 января 1944 года на северо-западной окраине населённого пункта Великие Деревичи Любарского района Житомирской области позиции полка были внезапно атакованы танками и пехотой противника. Командир расчёта подпустил танки на близкое расстояние, определил по вспышкам выстрелов направление движения и только тогда открыл огонь. Первыми выстрелами было подожжено 2 танка, затем ещё один — «тигр». Артиллеристы открыли огонь из автоматов по пехоте, а Бехтер продолжал стрелять осколочными. Атака врага была отбита. К утру командир стрелковой дивизии ввёл в бой резерв и полностью восстановил передний край обороны. Перед огневой позицией Бехтера стояло три обгоревших вражеских танка, и около них — более тридцати трупов противника. В 6-й батарее отделение Бехтера, которое нанесло наибольший урон противнику, оказалось единственным, где не было потерь. Приказом по войскам 60-й армии от 9 апреля 1944 года старший сержант Бехтер Гавриил Иванович награждён орденом Славы 3-й степени.
18 августа 1944 года в боях юго-восточнее населенного пункта Печеноги Стопницкого повята Келецкого воеводства расчёт старшего сержанта Бехтера участвовал в отражении контратаки. Как отмечал в представлении командир полка: «.. действуя умело и мужественно, под сильным артиллерийско-миномётным огнём, отражая атаки танков и пехоты противника, уничтожило два средних танка и до двадцати противников. После того как орудие Бехтера было подбито, артиллеристы, используя стрелковое оружие и гранаты, успешно отбили атаку немецких автоматчиков». Приказом командующего войсками 5-й гвардейской армии от 3 сентября 1944 года старший сержант Бехтер Гавриил Иванович награждён орденом Славы 2-й степени.
К концу 1944 года на счету старшего сержанта Бехтера значились шесть сожжённых вражеских танков, тридцать две уничтоженные и подавленные огневые точки и около сотни убитых противников. В том августовском бою Бехтер получил второе ранение. Оно оказалось легким, но в огневом взводе он уже служить не мог. По возвращении в полк был назначен старшим телефонистом при штабе. В последующих боях он исправно обслуживал линию связи, обеспечивал её бесперебойную работу. Был избран членом партийного бюро полка. Часто назначался в караул у знамени части. В январе 1945 года во время Сандомирско-Силезской наступательной операции 4-й гвардейский танковый корпус, поддерживаемый 1660-м полком, осуществлял обходный манёвр по охвату с севера города Кракова.
15 января 1945 года в районе населенного пункта Дале штаб артиллерийского полка оказался окруженным фашистами. Бойцы и офицеры заняли круговую оборону. В автомашину, в которой было Знамя полка, попал снаряд. Старший сержант Бехтер бросился в горящую машину и с риском для жизни спас святыню. Затем, возглавив группу бойцов, прорвал кольцо окружения и спас символ боевой доблести, чести и славы полка. За это подвиг был представлен к награждению орденом Славы.
Указом Президиума Верховного Совета СССР от 10 апреля 1945 года за образцовое выполнение заданий командования в боях с немецко-вражескими захватчиками старший сержант Бехтер Гавриил Иванович награждён орденом Славы 1-й степени. Стал полным кавалером ордена Славы.
После победы, в июле 1945 года, старшина Бехтер был демобилизован.
Приехал в город Лебедин Сумской области, где в то время жила семья. По рекомендации райкома партии был назначен начальником отдела рабочего снабжения лесхоза. Вскоре сказались старые ранения, он тяжело заболел.
Награждён орденами Славы всех трёх степеней, медалями.